# Андроников, Владимир Михайлович (1878)
Князь Владимир Михайлович Андроников (1878—1942) — русский военный деятель, полковник (1913). Герой Первой мировой войны.

## Биография
Родился в семье ротмистра князя Михаила (Мимуши) Абеловича Андроникова (1852—1882), адъютанта великого князя Михаила Николаевича, и Софии Агнес Эве (1852—1884), дочери генерала от кавалерии барона Леонгарда Карловича Унгерн фон Штернберга. Младший брат «сотратника» Гр. Распутина князя М. М. Андроникова.
В 1895 году после окончания Псковского кадетского корпуса вступил в службу. В 1896 году после окончания Николаевского кавалерийского училища произведён в корнеты и выпущен в Чугуевский 11-й уланский полк.
В 1897 году переведён в Уланский Её Величества лейб-гвардии полк корнетом гвардии. В 1901 году произведён в поручики гвардии. С 1904 года участник Русско-японской войны, за боевые отличия в этой компании был награждён орденами Святого Владимира 4-й степени с мечами и бантом, Святой Анны 2-й, 3-й и 4-й степени с мечами и Святого Станислава 2-й и 3-й степени с мечами. В 1905 году произведён в штаб-ротмистры гвардии, в 1909 году в ротмистры гвардии, в 1913 году в полковники.
С 1914 года — участник Первой мировой войны, штаб-офицер Уланского Её Величества лейб-гвардии полка. С 1916 года — штаб-офицер для поручений при Великом князе Георгии Михайловиче.

11 ноября 1914 года за храбрость награждён Георгиевским оружием: 
За то, что 6-го августа 1914 года, в бою под Каушеном, начальствуя боковым отрядом, командуя четырьмя эскадронами, выбил противника из деревни, не только удержал позицию, но, после отбитой атаки, лично перешел в наступление. Все время находился верхом чем сильно ободрял своих людей
После Октябрьской революции 1917 года служил в Белой армии в составе ВСЮР. С 1919 года — в эмиграции в Югославии, затем в Германии. Умер в 1942 году в Мюнхене.
В 1928 году женился на баронессе Маргарите Матильде (Дэйзи) фон Врангель (1875—1932), дочери полковника барона Карла Карловича фон Врангеля и его жены Иды, урождённой баронессы фон Врангель. Была профессором Высшей сельскохозяйственной школы в Штутгарте, основательницей и руководителем Института питания растений.

## Награды
- Орден Святого Станислава 3-й степени с мечами и бантом (1905)
- Орден Святой Анны 3-й степени с мечами и бантом (1905)
- Орден Святой Анны 4-й степени (1905)
- Орден Святого Станислава 2-й степени с мечами (1905)
- Орден Святой Анны 2-й степени с мечами (1905)
- Орден Святого Владимира 4-й степени с мечами и бантом (1905)
- Георгиевское оружие (ВП 11.11.1914)
- Орден Святого Владимира 3-й степени с мечами (ВП 26.11.1915)

## Комментарии
1. ↑  По другим данным, в январе 1943 года[1].